# Řehoř z Heimburka
Řehoř z Heimburka (lat. Gregorius Heimburgensis, něm. Gregor von Heimburg) (kolem 1400, Schweinfurt – srpen 1472, Tharandt u Drážďan) byl německý právník, humanista a politik. V letech 1466–1471 byl rádcem krále Jiřího z Poděbrad.

## Život
Pocházel ze středostavovské rodiny ze Schweinfurtu nad Mohanem. Od roku 1413 studoval na vídeňské univerzitě. Kolem roku 1430 získal v Padově hodnost doktora obojího práva a stal se generálním vikářem mohučského arcibiskupa. Jako jeho vyslanec se zúčastnil v letech 1432–1433 Basilejského koncilu, kde vystupoval i jako řečník jménem císaře Zikmunda. Byl stoupencem konciliarismu a obhajoval církevní reformu. Po opuštění koncilu žil až do roku 1461 převážně v Norimberku, kde ve službách města působil jako syndik (zplnomocněnec). Mezitím opakovaně pracoval pro různá knížata a další klienty jako právní poradce. Angažoval se pro německá knížata na říšských sněmech a jako vyslanec u kurie. V roce 1438 sehrál svou roli při rozhodování o postoji německých knížat ke sporu mezi Evženem IV. a basilejským koncilem a podílel se na vyhlášení neutrality německých kurfiřtů v otázce schizmatu v církvi. V letech 1450–1454 zastupoval Norimberk ve sporech s braniborským markrabětem Albrechtem Achillem. Od roku 1454 se jako poradce krále Ladislava Pohrobka neúspěšně snažil prosadit jeho nároky na Lucembursko.
V roce 1458 vstoupil Heimburk do služeb habsburských vévodů Albrechta Rakouského a Zikmunda Tyrolského. Obhajoval Zikmundovy zájmy ve sporu s Mikulášem Kusánským, biskupem v Brixenu. Jako radikální zastánce konciliarismu a kritik papežství se dostal do ostrého střetu nejen s Mikulášem, ale i s papežem Piem II. V roce 1459 vystoupil na kongresu v Mantově proti plánům Pia II. na křížovou výpravu proti Turkům. Prohlašoval, že Pius II. chtěl pouze využít svolání křížové výpravy k získání peněz. V roce 1460 byl spolu se Zikmundem exkomunikován a za pokračování protipapežských výpadů byl postižen v roce 1461 církevní klatbou (velkou exkomunikací).
V roce 1466 se stal poradcem Jiřího z Poděbrad pro zahraničně-politické otázky, v čemž vystřídal Martina Maira. Snažil se pomocí svých spisů i kontaktů získat králi spojence mezi evropskými panovníky a obhajoval ho proti papeži Pavlovi II., který Jiřího prohlásil za kacíře a exkomunikoval. Za to byl Heimburk spolu s králem a jeho rodinou a Janem Rokycanou zařazen do tradiční kletby, kterou papež pronesl na Zelený čtvrtek roku následujícího. V roce 1468 würzburský biskup na pokyn papeže zkonfiskoval jeho dosti značný majetek v říši. Jiří si však služeb svého rádce cenil a mimo jiné ho odměnil statky v Čechách – konkrétně získal Nelahozeves a Chvatěruby.
Po smrti krále Jiřího podporoval Heimburk saského vévodu Albrechta jako kandidáta na český trůn a musel české země opustit. Uchýlil se do Saska. Krátce před smrtí byl díky přímluvě vévodů Albrechta a Arnošta zbaven klatby. Byl pohřben v kostele drážďanských františkánů.

## Dílo
- Oratio pro petendis insigniis doctoratus (1429 )
- Admonitio de iniustis usurpationibus Paparum (kolem 1446)
- Tractatus super excommunicatione Pii II papae in ducem Austriae Sigismundum et seipsum evulgata (1460)
- Invectiva in Nicolaum de Cusa (1461)
- Confutatio primatus papae (1461)
- Appellatio super excommunicatione Pii II papae in ducem Austriae Sigismundum et seipsum evulgata (1461)
- Apologia pro Georgio Podiebrad rege Bohemi (1467)
- De militia et republica ad ducem Victorinum (1469)